# Abimwa ornata
Abimwa ornata är en insektsart som beskrevs av Rauno E. Linnavuori 1978. Abimwa ornata ingår i släktet Abimwa och familjen dvärgstritar. Inga underarter finns listade i Catalogue of Life.